# Time to Pretend (EP)
Albums de MGMT
Climbing to New Lows
(2005) Oracular Spectacular
(2007)
Time to Pretend est le deuxième EP du groupe américain de rock indépendant MGMT.

## Liste des chansons
Toutes les chansons sont écrites et composées par Andrew VanWyngarden et Ben Goldwasser.
| 1.    | Time to Pretend     | 4:29 |
| 2.    | Boogie Down         | 3:33 |
| 3.    | Destrokk            | 3:45 |
| 4.    | Love Always Remains | 5:38 |
| 5.    | Indie Rokkers       | 4:24 |
| 6.    | Kids                | 5:28 |
| 27:18 |                     |      |